# 竹村敏彦
竹村 敏彦（たけむら としひこ、1975年9月 - ）は、日本の経済学者。城西大学経済学部教授。

## 人物・経歴
1998年関西大学総合情報学部卒業、2006年大阪大学大学院経済学研究科政策・ビジネス専攻博士課程修了、博士（応用経済学）。
2005年関西大学ソシオネットワーク戦略研究機構ポスト・ドクトラル・フェロー、2008年同機構助教、2013年佐賀大学経済学部経済学科経済学講座准教授。2019年城西大学経済学部経済学科教授。
この間2009年早稲田大学国際情報通信研究センター客員次席研究員、2010年東京医科大学医療安全管理学講座客員講師、2011年独立行政法人情報処理推進機構専門委員、2012年総務省情報通信政策研究所特別主任研究員。